# Kanten-Lauch
Der Kanten-Lauch (Allium angulosum), auch Kantiger Lauch genannt, ist eine Pflanzenart aus der Gattung Lauch (Allium) in der Unterfamilie Lauchgewächse (Allioideae).

## Beschreibung

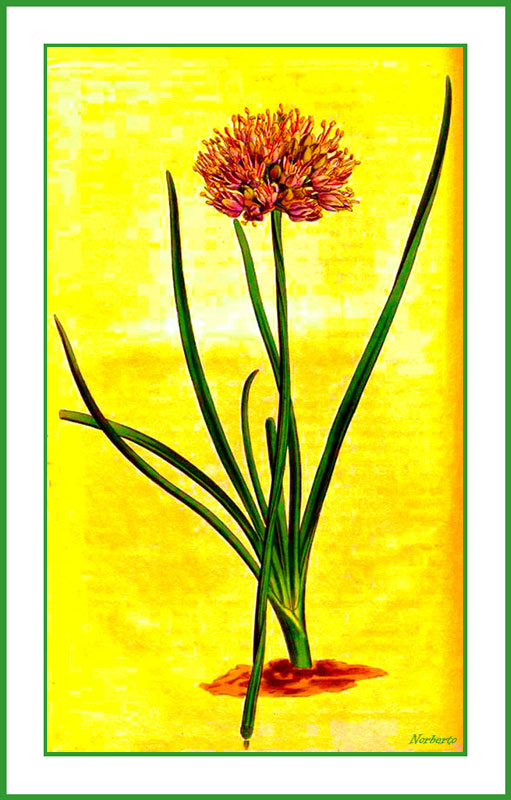
Illustration

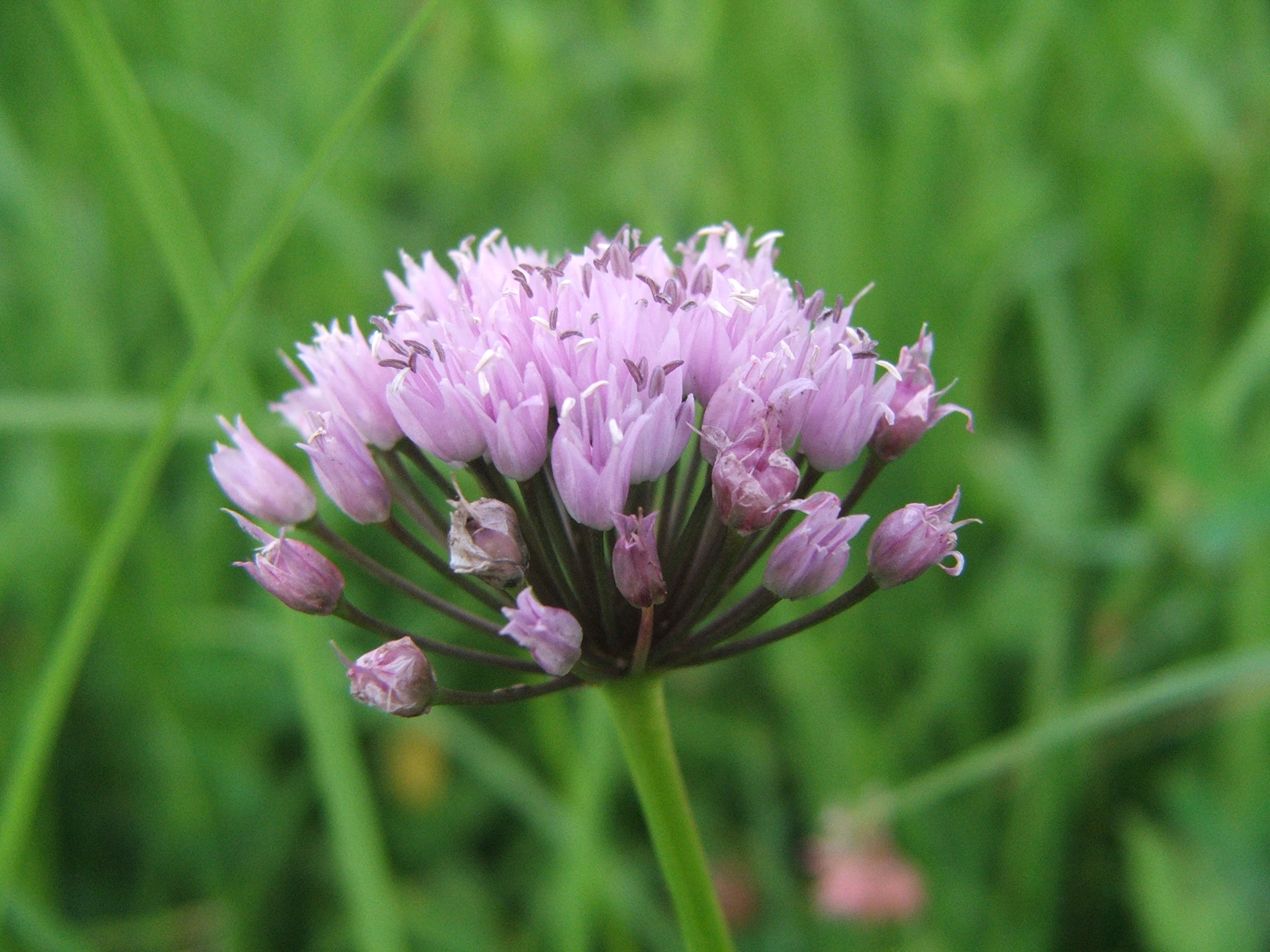
Blütenstand

### Vegetative Merkmale
Der Kanten-Lauch ist eine ausdauernde krautige Pflanze, die Wuchshöhen von meist 20 bis 35, nicht selten bis 50 Zentimetern erreicht. Der blattlose Stängel ist nach oben hin kantig bis scharfkantig. Die flachen, schmal-linealischen und grundständigen Laubblätter sind, anders als beim Weinberg-Lauch, an der Unterseite scharf gekielt. Es werden keine Brutzwiebeln gebildet.

### Generative Merkmale
Die Blütezeit reicht von Juli bis September. Die Blüten stehen in dichten, scheindoldigen Blütenständen zusammen. Die zwittrigen Blüten sind dreizählig. Die sechs Perigonblätter sind hellpurpurfarben (selten auch weiß).
Die Chromosomenzahl beträgt 2n = 16.

## Vorkommen und Gefährdung
Der Kanten-Lauch kommt in Mittel- und Südeuropa bis Westsibirien vor, er fehlt auf den britischen Inseln sowie in Nordeuropa von Dänemark an. In Deutschland ist er verbreitet bis zerstreut zu finden, im Norden und Nordwesten fehlt er ganz.
Im gesamten Verbreitungsgebiet ist er insgesamt selten und gilt als gefährdet.
Der Kanten-Lauch gilt als Zeigerpflanze von wechselnden Grundwasserständen, da er während des Sommers eine zeitweilige Austrocknung seiner Standorte erträgt. Der Kanten-Lauch wächst in nassen Wiesen, an Fluss- und Seeufern und in Binsenbeständen. Der Kanten-Lauch gedeiht am besten auf humushaltigen und lehmigen, aber stickstoffarmen Böden. Er ist in Mitteleuropa eine Cnidion-Verbandscharakterart, kommt aber auch in Gesellschaften des Verbands Molinion und der Ordnung Phragmitetalia vor.